# Sphecodes autumnalis
Sphecodes autumnalis är en biart som beskrevs av Mitchell 1956. Sphecodes autumnalis ingår i släktet blodbin, och familjen vägbin. Inga underarter finns listade i Catalogue of Life.